# Nguyễn Lâm Thành
Nguyễn Lâm Thành sinh năm 1964 tại xã Tô Hiệu huyện Bình Gia, tỉnh Lạng Sơn (nay là thị trấn Bình Gia, huyện Bình Gia, tỉnh Lạng Sơn) là đại biểu Quốc hội Việt Nam khóa XIII, XIV thuộc đoàn đại biểu Lạng Sơn.. Ông hiện là Phó chủ tịch Hội đồng Dân tộc của Quốc hội Việt Nam và Chủ tịch Hội Nghị sĩ Hữu nghị Việt Nam - Brazil. Ông vào Đảng ngày 29 tháng 4 năm 1988.

## Học vấn
- Cử nhân (văn bằng 1), ngành Kỹ Sư Kinh tế, Trường Đại học Bách khoa Hà Nội.
- Cử nhân (văn bằng 2), ngành Quản lý Nhà Nước, Học viện Hành chính Quốc Gia (Việt Nam).
- Thạc sĩ, chuyên ngành Quản lý Hành chính công, Học viện Hành chính Quốc Gia (Việt Nam).
- Tiến sĩ, chuyên ngành Quản lý Hành chính công, Học viện Hành chính Quốc Gia (Việt Nam).
- Lý luận chính trị: Cao cấp.
- Học hàm: Tiến sĩ.
- Ngoại ngữ: Tiếng Anh (trình độ C, B²).

## Tổ chức đoàn thể
| Tổ chức                                       | Chức vụ               |
| --------------------------------------------- | --------------------- |
| Công đoàn Viên chức Việt Nam                  | Đoàn viên             |
| Hội Cựu Chiến binh cơ quan Văn phòng Quốc hội | Ủy viên Ban chấp hành |

## Khen thưởng

### Khen thưởng
| STT | Năm  | Khen thưởng                                                                         |
| --- | ---- | ----------------------------------------------------------------------------------- |
| 1   | 2020 | Huân chương lao động hạng Ba                                                        |
| 2   | 2002 | Huy chương vì sự nghiệp Thế hệ trẻ, Trung ương Đoàn Thanh niên Cộng sản Hồ Chí Minh |
| 3   | 1999 | Huy chương vì sự nghiệp phát triển miền núi dân tộc                                 |
| 4   | 2020 | Bằng khen của bộ trưởng, Chủ nhiệm Ủy ban Dân tộc                                   |
| 5   | 2020 | Giấy khen của Đảng ủy Văn phòng Quốc hội (2016-2020)                                |
| 6   | 2017 | Bằng khen của Công đoàn viên chức Việt Nam                                          |
| 7   | 2011 | Bằng khen của Thủ tướng Chính phủ                                                   |
| 8   | 2010 | Bằng khen, Danh hiệu chiến sĩ thi đua cấp Bộ (2006-2010)                            |
| 9   | 2005 | Bằng khen của Học viện Chính trị Quốc gia Hố Chí Minh                               |
| 10  | 1989 | Bằng khen, Danh hiệu chiến sĩ thi đua cấp Cục (1987-1989)                           |
| 11  | 2019 | Kỷ niệm chương ngành Công an nhân dân                                               |
| 12  | 2018 | Huy hiệu 30 năm tuổi Đảng                                                           |
| 13  | 1996 | Kỷ niệm chương ngành Công Thương                                                    |

## Tóm tắt quá trình công tác
| Thời gian         | Công việc, chức danh, chức vụ, nơi công tác (Chính quyền, Đảng, đoàn thể |
| ----------------- | --- |
| 1981 - 1986       | Sinh viên Khoa Kỹ sư Kinh tế, trường Đại học Bách khoa Hà Nội Học lớp huấn luyện Sĩ quan dự bị |
| 10/1986 - 02/1988 | Sĩ quan Quân đội nhân dân Việt Nam, cấp bậc Thiếu úy, Cục Kinh tế Quân khu 1 |
| 02/1988 - 05/1993 | Sĩ quan Quân đội nhân dân Việt Nam, cấp bậc Trung úy đến Đại úy, cục Hậu cần Quân khu 1 Đảng viên Đảng Cộng sản Việt Nam Bí thư Chi Đoàn Thanh niên (1988 - 1991) |
| 5/1993 - 19/1998  | Chuyên viên Vụ Hợp tác Quốc tế, Ủy ban Dân tộc và Miền núi Đảng ủy viên Đảng bộ cơ quan Ủy ban Dân tộc (Việt Nam) khóa I, II (1994 - 1999) Bí thư Đoàn cơ sở Đoàn Thanh niên Cộng sản Hồ Chí Minh cơ quan Ủy ban Dân tộc và Miền núi khóa I, II (1994 - 1998) Ủy viên Hội đồng Bí thư đoàn khối 1 các cơ quan Trung ương (1996 - 1998) |
| 10/1998 - 5/2002  | Chuyên viên Vụ Chính sách Miền núi - Ủy ban DÂn tộc và Miền núi Giám đốc Quốc gia dự án Dân tộc khu vực - RAS 99/V01 Bí thư, Phó Bí thư Chi bộ Vụ Chính sách Miền núi - Chương trình 135 khóa 1998-1999, 1999-2000, 2000-2001 |
| 6/2002 - 5/2003   | Chuyên viên chính (2003), Phó Vụ trưởng Vụ chính sách Miền núi, Ủy ban Dân tộc và Miền núi |
| 5/2003 - 9/2003   | Chuyên viên chính, Phó Vụ trưởng Vụ Chính sách Dân tộc, Ủy ban Dân tộc |
| 9/2003 - 7-2005   | Học viên lớp B68, Học viện Chính trị Quốc gia Hồ Chí Minh |
| 7/2005 - 6/2008   | Chuyên viên chính, Phó Vụ trưởng Vụ chính sách Dân tộc, Ủy ban Dân tộc |
| 7/2008 - 11/2009  | Chuyên viên chính, Chánh Văn phòng Ủy ban Dân tộc |
| 12/2009 - 7/2011  | Chuyên viên cao cấp (2010), Vụ trưởng Vụ Địa phương I, Ủy ban Dân tộc |
| 8/2011 - 11/2013  | Đại biểu Quốc hội khóa XIII, thuộc Đoàn đại biểu Quốc hội tỉnh Lạng Sơn Ủy viên Thường trực Hội đồng Dân tộc của Quốc hội Phó Chủ tịch nhóm Nghị sỹ hữu nghị Việt Nam - Ma rốc |
| 11/2013 - 2016    | Đại biểu Quốc hội khóa XIII, thuộc Đoàn đại biểu Quốc hội tỉnh Lạng Sơn Phó Chủ tịch Hội đồng Dân tộc của Quốc hội Phó Chủ tịch nhóm Nghị sỹ hữu nghị Việt Nam - Ma rốc |
| 2016 - Hiện tại   | Đại biểu Quốc hội khóa XIV, thuộc Đoàn đại biểu Quốc hội tỉnh Lạng Sơn Phó Chủ tịch Hội đồng Dân tộc của Quốc hội Phó Chủ tịch nhóm Nghị sỹ hữu nghị Việt Nam - Ma rốc Chủ tịch Hội Nghị sỹ Hữu nghị Việt Nam - Hy Lạp |

## Một số bài nghiên cứu
- Tiếp tục hoàn thiện hệ thống pháp luật, chính sách đối với đồng bào dân tộc thiểu số[liên kết hỏng] [2]
- Vấn đề dân tộc ở Việt Nam trong bối cảnh toàn cầu hóa hiện nay[liên kết hỏng] [3]

## Một số bài phát biểu ở Nghị trường Quốc hội
- Có tỉnh là tâm điểm của vùng thiên tai nhưng không lập quỹ chống thiên tai[4]
- Đầu tư khoa học, công nghệ phát triển vùng dân tộc thiểu số và miền núi[5]

## Một số bài phỏng vấn
- Những nội dung ứng cử viên người dân tộc thiểu số cần lưu ý trong vận động bầu cử[6]
- Đồng chí Nguyễn Lâm Thành, Phó Chủ tịch Hội đồng Dân tộc của Quốc hội làm việc tại Lạng Sơn[7]
- Phỏng vấn Đại biểu Nguyễn Lâm Thành về giảm nghèo[liên kết hỏng][8]
- Các vấn đề “nóng” đã lên bàn nghị sự Lưu trữ ngày 15 tháng 5 năm 2021 tại Wayback Machine[9]

## Trích dẫn
1. ↑  “Danh sách Đại biểu Quốc hội khóa XIII”. Quốc hội Việt Nam. Bản gốc lưu trữ ngày 12 tháng 10 năm 2013. Truy cập ngày 5 tháng 9 năm 2012.
2. ↑  “Tiếp tục hoàn thiện hệ thống pháp luật, chính sách đối với đồng bào dân tộc thiểu số”. 1 tháng 1 năm 2017.[liên kết hỏng]
3. ↑  “Vấn đề dân tộc ở Việt Nam trong bối cảnh toàn cầu hóa hiện nay”. 15 tháng 10 năm 2015.[liên kết hỏng]
4. ↑  “Có tỉnh là tâm điểm của vùng thiên tai nhưng không lập quỹ chống thiên tai”. 5 tháng 11 năm 2020.
5. ↑  “Đầu tư khoa học, công nghệ phát triển vùng dân tộc thiểu số và miền núi”. 11 tháng 8 năm 2020.
6. ↑  “Những nội dung ứng cử viên người dân tộc thiểu số cần lưu ý trong vận động bầu cử”. 11 tháng 5 năm 2021.
7. ↑  “Đồng chí Nguyễn Lâm Thành, Phó Chủ tịch Hội đồng Dân tộc của Quốc hội làm việc tại Lạng Sơn”. 19 tháng 2 năm 2021.
8. ↑  “Phỏng vấn Đại biểu Nguyễn Lâm Thành về giảm nghèo”. 31 tháng 3 năm 2019.[liên kết hỏng]
9. ↑  “Các vấn đề "nóng" đã lên bàn nghị sự”. 2 tháng 11 năm 2018. Bản gốc lưu trữ ngày 15 tháng 5 năm 2021. Truy cập ngày 15 tháng 5 năm 2021.